# Danh sách họ của Agaricales
Agaricales là một bộ nấm trong lớp Agaricomycetes (ngành Basidiomycota). Nó là nhóm nấm lớn lớn nhất, gồm hơn 400 chi và hơn 13,000 loài.

## Họ
| Họ               | Tác giả           | Năm  | Chi điển hình           | Số chi | Số loài | Ví dụ                  |
| ---------------- | ----------------- | ---- | ----------------------- | ------ | ------- | ---------------------- |
| Agaricaceae      | Chevall.          | 1826 | Agaricus L.             | 85     | 1340    | Agaricus campestris    |
| Amanitaceae      | R.Heim ex Pouzar  | 1983 | Amanita Pers.           | 3      | 521     | Amanita muscaria       |
| Bolbitiaceae     | Singer            | 1948 | Bolbitius Fr.           | 15     | 287     | Bolbitius vitellinus   |
| Broomeiaceae     | Zeller            | 1948 | Broomeia Berk.          | 1      | 2       |                        |
| Clavariaceae     | Chevall.          | 1826 | Clavaria Vaill. ex L.   | 7      | 120     | Clavaria zollingeri    |
| Cortinariaceae   | R.Heim ex Pouzar  | 1983 | Cortinarius Gray        | 13     | 2104    | Cortinarius violaceus  |
| Cyphellaceae     | Lotsy             | 1907 | Cyphella Fr.            | 16     | 31      | Cyphella spp.          |
| Entolomataceae   | Kotl. & Pouzar    | 1972 | Entoloma (Fr.) P.Kumm.  | 3      | 1071    | Entoloma sinuatum      |
| Fistulinaceae    | Lotsy             | 1907 | Fistulina Bull.         | 3      | 8       | Fistulina hepatica     |
| Gigaspermaceae   | Jülich            | 1982 | Gigasperma E.Horak      | 1      | 2       |                        |
| Hemigasteraceae  | Gäum. & C.W.Dodge | 1928 | Hemigaster Juel         | 1      | 1       |                        |
| Hydnangiaceae    | Gäum. & C.W.Dodge | 1928 | Hydnangium Wallr.       | 2      | 76      | Hydnangium carneum     |
| Hygrophoraceae   | Lotsy             | 1907 | Hygrophorus Fr.         | 11     | 325     | Hygrophorus eburneus   |
| Inocybaceae      | Jülich            | 1982 | Inocybe (Fr.) Fr.       | 13     | 821     | Inocybe obscura        |
| Limnoperdaceae   | G.A.Escobar       | 1976 | Limnoperdon G.A.Escobar | 1      | 1       |                        |
| Lyophyllaceae    | Jülich            | 1982 | Lyophyllum P.Karst.     | 9      | 157     | Lyophyllum decastes    |
| Marasmiaceae     | Roze ex Kühner    | 1980 | Marasmius Fr.           | 54     | 1590    | Marasmius rotula       |
| Mycenaceae       | Overeem           | 1926 | Mycena (Pers.) Roussel  | 11     | 705     | Mycena galericulata    |
| Niaceae          | Jülich            | 1981 | Nia R.T.Moore & Meyers  | 6      | 56      | Merismodes fasciculata |
| Phelloriniaceae  | Ulbr.             | 1951 | Phellorinia Berk.       | 2      | 2       | Phellorinia herculeana |
| Physalacriaceae  | Corner            | 1970 | Physalacria Peck        | 11     | 169     | Rhodotus palmatus      |
| Pleurotaceae     | Kühner            | 1980 | Pleurotus (Fr.) P.Kumm. | 6      | 94      | Pleurotus ostreatus    |
| Pluteaceae       | Kotl. & Pouzar    | 1972 | Pluteus Fr.             | 4      | 364     | Pluteus cervinus       |
| Porotheleaceae   | Murrill           | 1916 | Porotheleum Fr.         | 9      |         |                        |
| Psathyrellaceae  | Vilgalys & al.    | 2001 | Psathyrella (Fr.) Quél. | 12     | 746     | Psathyrella gracilis   |
| Pterulaceae      | Corner            | 1970 | Pterula Fr.             | 12     | 99      | Pterula subulata       |
| Schizophyllaceae | Quél.             | 1888 | Schizophyllum Fr.       | 2      | 7       | Schizophyllum commune  |
| Strophariaceae   | Singer & A.H.Sm.  | 1946 | Stropharia (Fr.) Quél.  | 18     | 316     | Stropharia aeruginosa  |
| Tricholomataceae | R.Heim ex Pouzar  | 1983 | Tricholoma (Fr.) Staude | 78     | 1020    | Tricholoma flavovirens |
| Typhulaceae      | Jülich            | 1982 | Typhula (Pers.) Fr.     | 6      | 229     | Macrotyphula fistulosa |